# 华霜螺属
华霜螺属（学名：Sinorachis）为坚齿螺科的一个属。

## 下属物种
本属包括以下物种：
- 金华霜螺 Sinorachis aureus (Heude, 1890)
- 白虎华霜螺 Sinorachis baihu M.Wu & Z.-Y.Chen, 2019，种名 白虎是巴人部落的图腾，意指其白底褐纹的壳表与白虎相似。
- 爪华霜螺 Sinorachis onychinus (Heude, 1885)